# Матвій Петров
Матвій Петров (англ. Matvei Petrov, нар. 16 липня 1990 — Сєльцо, Брянська область, Росія) — албанський гімнаст. Чемпіон Європи на коні.

## Біографія
Одразу після народження в Сєльцо родина переїхала до Калінінграда, де почав займатися спортивною гімнастикою.

## Кар'єра

#### 2013
На чемпіонаті Європи до фіналів в окремих видах не кваліфікувався.
На чемпіонаті світу з п'ятим результатом відібрався до фіналу вправи на коні, який завершив сьомим.

#### 2015
На чемпіонаті Європи в фіналі вправи на коні посів восьме місце.

#### 2016
Через неможливість відібратися до збірної Росії на Олімпійські ігри 2016, Ріо-де-Жанейро, Бразилія, оголосив про завершення спортивної кар'єри.
Переїхав до Праги, Чехія, де почав тренувати. Директором празького клубу спортивного гімнастики був албанець, який порекомендував Матвія федерації гімнастики Албанії.

#### 2018
Після отримання дозволу російської федерації представляє Албанію з 2018 року, тренується в Празі, Чехія.
У листопаді дебютував за збірну Албанії на Гран-прі в Брно, Чехія, де здобув перемогу в змішаній команді.

#### 2020
У грудні під час пандемії коронавірусу на чемпіонаті Європи в Мерсіні, Туреччина, вперше в кар'єрі з результатом 14,566 балів здобув титул чемпіона континентальної першості на коні, випередивши на 0,033 бала срібного призера Олімпійських ігор 2008 з Хорватії Філіпа Уде.
2021
Після завершення серії кваліфікаційних етапів кубків світу в окремих видах в ході перерозподілу отримав олімпійську ліцензію на Ігри в Токіо, Японія.

## Результати на турнірах
| Рік            | Змагання                  | КБ | ІБ | Вільні вправи | Кінь | Кільця | Опорний стрибок | Паралельні бруси | Перекладина |
| -------------- | ------------------------- | -- | -- | ------------- | ---- | ------ | --------------- | ---------------- | ----------- |
| Збірна Росії   |                           |    |    |               |      |        |                 |                  |             |
| 2013           | Чемпіонат Європи          |    |    |               | 13   |        |                 |                  |             |
| 2013           | Чемпіонат світу           |    |    |               | 7    |        |                 |                  |             |
| 2015           | Чемпіонат Європи          |    |    |               | 8    |        |                 |                  |             |
| Збірна Албанії |                           |    |    |               |      |        |                 |                  |             |
| 2018           | Гран-прі в Брно           | *  |    |               |      |        |                 |                  |             |
| 2018           | Кубок Вороніна в Москві   |    |    |               | 3    |        |                 |                  |             |
| 2018           | Кубок виклику в Сомбатгеї |    |    |               | 3    |        |                 | 6                |             |
| 2020           | Чемпіонат Європи          |    |    |               | 1    |        |                 |                  |             |
| 2021           | Кубок виклику в Осієці    |    |    |               | 1    |        |                 |                  |             |
| 2021           | Кубок світу в Досі        |    |    |               | 8    |        |                 |                  |             |
| 2021           | Кубок виклику в Копері    |    |    |               | 1    |        |                 |                  |             |
| 2021           | Кубок виклику в Мерсіні   |    |    |               | 4    |        |                 |                  |             |
| 2022           | Кубок світу в Баку        |    |    |               | 2    |        |                 |                  |             |

*змішана команда